# ناصر یگانه
ناصر یگانه (۱۳۰۲، قزوین – ۱۳۷۲، واشینگتن، دی.سی.) حقوقدان، سیاستمدار، دولتمرد ایرانی و رئیس دیوان عالی کشور ایران بود. از دیگر سمتهای او می‌توان به نمایندگی مجلس شواری ملی و سنا، وزیر مشاور و معاون پارلمانی نخست‌وزیر اشاره کرد.او همچنین یکی از اعضای فراماسون ایران بود.

## تولد و تحصیلات
ناصر یگانه در ۱۳۰۲ در قزوین متولد شد. پدرش میرزا غفارخان یگانه ملقب به سالار منصور از مشروطه خواهان قزوین بود. وی پس از انجام تحصیلات ابتدایی و متوسطه وارد دانشکده حقوق دانشگاه تهران شد و درجه لیسانس در علم حقوق دریافت نمود. سپس برای ادامه تحصیل به اروپا رفت و از دانشکده حقوق دانشگاه سوربن پاریس دکترای حقوق دریافت نمود آنگاه به آمریکا سفر نمود و رویه‌های قضایی دادگاه‌های آمریکا را مورد مطالعه قرار داد. 

## فعالیتهای اداری
پس از بازگشت به ایران به شغل قضاوت مشغول شد و ضمناً تحصیلات خود را در علوم قدیمه و معارف اسلامی و حکمت تعقیب نمود. در دادگستری چندی رئیس شعبه دادگاه بخش و زمانی مستشار دیوان کیفر بود تا به ریاست اداره فنی رسید و بعد مدیر کل قضایی وزارت دادگستری شد.
یگانه در سمت قضائی خود تلاش دامنه‌داری را برای ورود به هیئت حاکمه ایران آغاز کرد و با دسته‌جات سیاسی روز و احزاب در مذاکره و تبادل‌نظر بود. سرانجام وارد کانون مترقی شد. این گروه توسط حسنعلی منصور بنیان‌گذاری شده بود و قریب سی نفر از تحصیلکرده‌های اروپا و آمریکا عضو آن بودند. کانون مترقی در سال ۱۳۴۲ فعالیتهای سیاسی خود را آغاز کرد و اعضای آن توانستند به مجلس بیست و یکم راه پیدا کنند. یگانه که از عناصر فعال و پرکار گروه بود کاندیدای انتخابات شد و از قزوین به وکالت مجلس شورای ملی رسید. هنوز یک سال از عمر مجلس بیست و یکم نگذشته بود که لیدر کانون مترقی که خود سمت نمایندگی مجلس را داشت به نخست‌وزیری منصوب شد و بیشتر اعضاء کابینه خود را از اعضاء گروه که نمایندگی مجلس را داشتند انتخاب کرد. در هیئت وزیران حسنعلی منصور سمت معاون پارلمانی و وزارت مشاور به دکتر ناصر یگانه تعلق گرفت. یگانه در کابینه امیرعباس هویدا در ۱۳۴۳ در همان سمت سابق خود تثبیت شد. وی چند بار نامزد وزارت دادگستری شد ولی از قبول آن خودداری نمود، با این حال چند نوبت در غیاب وزیران دادگستری سرپرستی وزارتخانه را قبول کرد.
یگانه در سال ۱۳۵۰ پس از شش سال وزارت مشاور سنگر سیاسی خود را تغییر داد و کاندیدای نمایندگی مجلس سنا گردید و با مساعدت تمام عیار حزب ایران نوین سناتور دوم تهران شد. در ۱۳۵۳ عمادالدین میرمطهری رئیس دیوان کشور، به سن هفتاد و پنج سالگی رسید و به موجب قانون بازنشستگی وی ابلاغ گردید. در این موقع یگانه داوطلب ریاست دیوان عالی کشور گردید. در آن تاریخ سمت قضایی وی با حفظ مقام سناتوری دادیاری دیوان عالی کشور بود. ابتدا از طرف وزیر دادگستری حکمی برای دکتر یگانه صادر شد که به موجب آن حکم نامبرده به مقام مستشاری دیوان عالی کشور منصوب گردید و به یکی از شعب دوازده‌گانه معرفی شد. سپس وزیر دادگستری حکم دیگری صادر کرد که وی به ریاست شعب دیوان عالی کشور منصوب شده است؛ و نهایتاً با رای رؤسای شعب دیوان کشور و فرمان صادق احمدی وزیر وقت دادگستری به ریاست دیوان عالی انتخاب شد.
یگانه در دی ماه ۱۳۵۷ سفری به اروپا رفت و چندی در پاریس گذرانید سپس در بهمن ماه همان سال به تهران بازگشت، دکتر ناصر یگانه بعد از انقلاب دستگیر و زندانی شد. چندی در زندان به سر برد تا آزاد شد و پس از آزادی به آمریکا عزیمت و در آنجا اقامت نمود. یگانه سرانجام در سال ۱۳۷۲ بر روی قایق خودش در واشینگتن به زندگی خود خاتمه داد.